# Torrente Castellano
Torrente Castellano – potok w Abruzji i Marchii Ankońskiej, główny prawobrzeżny dopływ rzeki Tronto, stanowiącej w swej dolnej części naturalną granicę pomiędzy wymienionymi regionami środkowych Włoch; długości ok. 40 km. Pięćdziesiąt lat temu woda w potoku była na tyle czysta, iż klasyfikowano ją jako zdatną do picia.
Torrente Castellano ma swoje źródła w masywie Monti della Laga na terenie Abruzji. Potok płynie potem przez terytorium Marchii, gdzie jego bieg charakteryzuje się licznymi niewielkimi kaskadami. Uchodzi do rzeki Tronto w pobliżu miasta Ascoli Piceno.
W lecie brzegi rzeki zapełniają się miłośnikami kąpieli słonecznych. Są one również miejscem dogodnym do długich spacerów.
Potok dał nazwę gminie, przez którą przepływa – Valle Castellana. Znajduje się ona u stóp góry Montagna dei Fiori w Abruzji. Na potoku znajduje się też tama, dzięki której powstało sztuczne jezioro – Lago di Talvacchia. Z jeziora czerpie się wodę. Znajduje się też elektrownia wodna. Jest ono mekką dla miłośników wędkarstwa. Nad potokiem, niedaleko od miejsca, w którym uchodzi on do rzeki Tronto, znajdował się młyn wodny – Cartiera Papale. Od tego miejsca ma w przyszłości przebiegać szlak rowerowo-pieszy wzdłuż rzeki Tronto w kierunku Porto d'Ascoli i wybrzeży Adriatyku.